# CD47
CD47，也称整联素关联蛋白（IAP），是在人体中由CD47基因编码的跨膜蛋白。它属于免疫球蛋白超家族，可以与整联蛋白、血小板反应素（TSP-1）以及信号调节蛋白α（SIRPα）相互作用。CD-47作为一种可防止巨噬细胞吞噬的信号分子，具有作为某些癌症的治疗靶点的潜力，最新研究表明其也可能与肺纤维化有关。
CD47参与了一系列的细胞活动，包括凋亡、增殖、黏着与迁移，而且还在免疫和血管新生响应中发挥着重要作用。CD47在人体细胞中广泛表达，并且在多种不同的癌细胞中是过表达的。

## 结构
CD47是一个具有胞外N-末端IgV结构域、5个跨膜结构域和胞内C-末端的跨膜蛋白。它还具有4种不同选择性剪切的亚型，只在胞质段的长度上有差异。
2型CD47是在所有循环和免疫细胞中最广泛表达的亚型，其次是在脑部和周围神经系统中主要表达的4型，而1型只在角化细胞中有显著的表达，这样选择性剪切的意义尚不明确。然而，这样的亚型分布在人类和小鼠之间是高度保守的，说明胞质段对于CD47的功能或许有重要的意义。

## 相互作用

### 血小板反应素（TSP-1）
CD47是血小板反应素（一种与血管新生和发育相关的分泌糖蛋白）的一种具有高度亲和力的受体，它们之间的相互作用可以从多层面抑制血管内皮细胞的NO信号通路。TSP-1和CD47的结合还会影响许多基本的细胞活动，包括凋亡、增殖、黏着与迁移，亦对血管新生和免疫有调节作用。

### 信号调节蛋白α（SIRPα）
CD47可与信号调节蛋白α（SIRPα，一种在髓细胞表面表达的抑制性跨膜受体）相互作用，介导双向的信号转导，造成不同的细胞间反应，包括对吞噬作用的抑制、细胞融合以及T细胞活化。

### 整联蛋白
CD47可以与多种膜整联蛋白互作，最常见的是整联蛋白avb3。这些相互作用会影响一系列的细胞功能，包括黏着、扩散和迁移。

## 功能

### 肿瘤细胞
由于CD47的广泛表达，信号通路可能根据细胞种类而有所不同，或许胞内以及膜上的受体对决定细胞对CD47的反应起着关键性作用。

#### 细胞增殖
CD47对细胞增殖的影响很大程度上取决于细胞类型，故无论是CD47的活化还是丢失都有可能促进细胞增殖。
TSP-1对CD47的激活可促进人体U87和U373星形细胞瘤细胞的增殖，但是对正常星形细胞没有影响。此外，阻断CD47的抗体可以抑制星形细胞瘤的细胞增殖而不会抑制正常细胞。虽然具体机制尚不明了，CD47可能是通过PI3K/Akt通路激活了癌细胞的增殖。
CD47的缺失可以维持小鼠内皮细胞的持续增殖，并且允许这些细胞自发地重编程而形成多能胚状体样细胞群。在具有CD47缺陷的内皮细胞以及一个人体T细胞系中，几种干细胞标志物（包括c-Myc）的表达有所增多；而在野生型细胞中，TSP-1对CD47的激活将抑制细胞增殖，并降低干细胞转录因子的表达。

#### 细胞死亡
CD47可以通过凋亡或自噬的方式在许多正常和肿瘤细胞系中诱导细胞死亡。T细胞中CD47的活化将造成快速的凋亡；和单克隆抗体Ad22一同温育的Jurkat细胞和外周血单核细胞（PBMC）会在3小时内凋亡。然而，在使用了其他抗CD47抗体的培养过程中没有观察到凋亡现象，似乎CD47诱导凋亡的功能依赖于其胞外域中特定表位的激活。
相似的，CD47也可以诱导慢性淋巴细胞瘤（CCL）的快速凋亡。用二硫键连接的抗体二聚体处理CD47阳性的CCL细胞（MOLT-1和JOK-1）可诱导其凋亡，而且，抗体注射可以延长移植了JOK-1细胞的免疫缺陷小鼠的存活时限。这样的凋亡诱导机制可能由HIF-1α通路调节。

#### 细胞迁移
CD47的激活似乎可以普遍地促进细胞迁移。CD47在细胞迁移中的作用最早由中性粒细胞的例子证明，阻断CD47的抗体可以抑制中性粒细胞和单核细胞在内皮两侧的游走，这些作用被证明是依赖于质膜上avb3整联蛋白和CD47的结合活化。
现已在多种肿瘤模型中证明，阻断CD47的功能可以抑制肿瘤转移。抗体对CD47的阻断可以减少黑色素瘤、前列腺癌和卵巢癌衍生细胞的迁移和对胶原蛋白Ⅳ的趋化性。在多发性骨髓瘤的小鼠模型中，CD47缺陷的小鼠相对于野生型对照，其肿瘤向骨组织的转移有所减少。在移植了人非霍奇金淋巴癌细胞的小鼠中，通过shRNA或抗体阻断CD47功能可显著减少癌细胞向主要器官的转移。

### 基底细胞

#### 血管新生
CD47的缺失可以促进小鼠初级内皮细胞的增殖，并增加不对称分裂。此外，TSP-1对CD47的活化可诱导野生型小鼠脑血管内皮细胞的细胞毒性，在CD47被敲除的小鼠中TSP-1的细胞毒性则显著降低。
CD47信号被推测可以抑制血管新生：TSP-1可以显著抑制血管内皮细胞在体外的迁移和管状结构生成；在体内，TSP-1注射则可以显著阻碍后肢缺血小鼠的血流恢复。CD47的抗血管新生活性机制尚不明确，但是CD47抗体和TSP-1都被证明可以抑制血管内皮细胞和平滑肌细胞的NO应答。现在，CD47信号已被发现可以影响参与血管新生过程的SDF-1趋化因子通路。

#### 免疫应答
血管内皮细胞CD47受体和白细胞的SIRPγ受体的相互作用介导了炎症位点的T细胞跨内皮迁移（TEM），CD47基因被敲除的小鼠在炎症区域表现出更少的T细胞、中性粒细胞和单核细胞的招募。小鼠红细胞也在表面把CD47作为一种自体标记以避免被吞噬，缺少CD47的红细胞会被巨噬细胞从血液中快速清除，这一过程由CD47和SIRPα的相互作用调节。小鼠造血干细胞（HSC）和祖细胞也在迁移阶段一过性地上调表达CD47，以减少巨噬细胞的吞噬作用。
肿瘤细胞也可以通过表达CD47来逃脱巨噬细胞的攻击，如膀胱癌初始细胞就会大量表达CD47，甚至多于其他癌细胞；而单克隆抗体对CD47的阻断则可以引发体外培养中巨噬细胞对膀胱癌细胞的吞噬。在人体及小鼠的骨髓性白血病中亦有CD47表达上调，来避免巨噬细胞对这些细胞系的识别吞噬。

## 临床意义
CD47最初在20世纪80年代被作为卵巢癌的肿瘤抗原被发现，自那时起，CD47就被发现在多种人体肿瘤中表达，包括急性髓细胞样白血病（AML）、慢性髓细胞样白血病、急性淋巴细胞白血病（ALL）、非霍奇金淋巴瘤（NHL）、多发性骨髓瘤（MM）、膀胱癌以及其他固态肿瘤。小儿和成人脑瘤中也有CD47的高度表达。
高水平的CD47允许癌细胞逃脱被吞噬的命运，即使它们也表达大量钙网蛋白（主要的诱导吞噬蛋白），这是因为巨噬细胞的SIRPα和CD47的结合会抑制吞噬作用。

### 潜在的药物靶点
抗CD47的抗体介导的巨噬细胞吞噬作用可起始抗肿瘤的T细胞免疫应答。值得一提的是，抗体治疗不仅可以启动巨噬细胞对肿瘤的攻击，还可以促进肿瘤特异性淋巴细胞的活化。人源化CD47抗体现正作为多种肿瘤的治疗手段被评估。